# Kamome
Ilha Kamome (em japonês:  鴎(かもめ)島, Kamome Jima) é uma ilha do mar do Japão constituída dum rochedo.